# تاندم
تاندم (انگلیسی: Tandem) یک کمدی-درام فرانسوی محصول سال ۱۹۸۷ به کارگردانی پاتریس لوکنت است.